# Ciuperceni (okręg Teleorman)
Ciuperceni – wieś w Rumunii, w okręgu Teleorman, w gminie Ciuperceni. W 2011 roku liczyła 924 mieszkańców.